# Svensk rätt
Svensk rätt är en gren av nordisk rätt, vilken i sin tur utgör en huvudgren av den germanska rätten.

## Tiden före de nedtecknade landskapslagarna
Lagen förmedlades muntligen av lagmannen som täljde lag, det vill säga läste upp den ur minnet på det ting dit folket hade samlats. Landskapslagarna var ingalunda nystiftade utan utgjorde vad som nedtecknats skriftligen från sina muntliga föregångare. Varje landskap hade sina lagar även om de liknade varandra. Varje landslag skyddade eller sökte skydda släkten och sina egna. Slavar var egendom och de som skyddades genom lagarna var endast fria män och deras familjer.

## Landskapslagarna
Sveriges äldsta mer omfattande rättskällor är landskapslagarna, som utgör uppteckningar av de rättsgrundsatser, vilka gällde för bönderna, som vid denna tid utgjorde det egentliga folket, inom de särskilda landskapen. Men det är inte bara från den synpunkten som den rätt, vilken dessa landskapslagar innehåller, kan sägas vara bondelag utan även från den synpunkten att rätten väsentligen utgår från folket.
Den period som kan sägas börja med landskapslagarnas uppteckning och sträcker sig till den första landslagen företer emellertid begynnelserna till en förändring i båda de nämnda avseendena. Dels började nämligen småningom avsöndra sig särskilda samhällsklasser med särskilda intressen och levnadsförhållanden från bönderna, som medförde behovet av särskilda rättsgrundsatser, dels började kungen allt mer utöva inflytande på rättsbildningen. Verkningarna av denna förändring framträder också i den yttre rättshistorien redan under denna period. Den rätt som landskapslagarna innehåller är landsrätt. Men även i Sverige började i städerna framträda särskilda rättsgrundsatser, som väl delvis var grundade på privilegier, men till en stor del utgjordes av sedvanerättsgrundsatser som småningom utbildat sig.

## Förelöpare till den allmänna landslagen
Sveriges äldsta stadslag är Bjärköarätten, som sannolikt ursprungligen gällde för Stockholm, men senare tillämpades även på andra ställen. Emellertid hade staden Visby sin särskilda lag, Visby stadslag, som synes vara utarbetad närmare mitten av 1300-talet. Dessutom finns fragment av en stadslag för Söderköping.
Kyrkorätten utgjorde ursprungligen en del av landsrätten, i landskapslagarna förekom i allmänhet en särskild avdelning vid namn kyrkobalk. Kyrkorätten erhöll en särskild utbildning genom stadganden som, trots att de ensidigt utfärdades av påvar och biskopar, likväl i större eller mindre mån utövade inflytande på landsrätten när kyrkans makt växte.
En annan art av rättskällor utgjordes av gårdsrätterna, av vilka den tidigaste, som numera inte finns i behåll, sannolikt är från slutet av 1200-talet. Gårdsrätterna ägde karaktären av speciallag men var inte utan inverkan på den allmänna rätten.
Slutligen framträder kungens ökade inflytande på rättsbildningen i en rad av kungliga stadgar, av vilka några i rimkrönikan och somliga av landskapslagarna omtalas som utgångna från Birger jarl, men av vilka de viktigaste är från Magnus Ladulås och i synnerhet från Magnus Erikssons tid. Då flera av dessa stadgar är bestämda för hela riket, kan de betraktas som föregångare till den allmänna landslagen.

## De första landslagarna
Från tiden omkring 1350 förskriver sig Sveriges första allmänna lag, kung Magnus Erikssons landslag, av vilken dock, inom relativt kort tid, en ny redaktion utarbetades (1442), kallad kung Kristofers landslag. Få år efter den första landslagen (sannolikt under åren 1349-57) utarbetades kung Magnus Erikssons stadslag ("Den yngre stadslagen"), vilken erhöll allmän giltighet för städerna. Under landslagens tidevarv (omkring 1350-1736) ansågs lands- och stadslagarna innehålla rättsordningens huvudgrunder, men i de fall, där man ej ur dem erhöll tillräcklig ledning, hämtade man rättelser ur landskapslagarna, som alltjämt bibehöll stor betydelse för teori och praxis.
I den rättsutveckling, som ägde rum under tidevarvet, skönjs djupgående inflytande från kanonisk rätt och tysk stadsrätt samt, efter 1600-talets ingång, framför allt från den tysk-romerska rätten. Mycket betydelsefulla insatser gjordes även av den svenska rättsvetenskapen, som under detta tidevarv tog sin början. Avpassade efter ett medeltida samhälles rättsbehov, motsvarade lands- och stadslagarna snart endast ofullständigt de krav, som den nya tiden ställde. Visserligen tillgodosågs dessa i ganska stor utsträckning genom domstolarnas praxis, som utvecklade sig tämligen obunden av den ålderdomliga skrivna lagen, men behovet av ny lagstiftning framtvingade en rad av speciella förordningar och stadgar berörande olika rättsområden.
Det första stora genombrottet kom inom kyrkorätten, där reformationen gjorde slut på den kanoniska rättens giltighet och gav upphovet till en svensk kyrkolagstiftning. De i övrigt viktigaste förändringarna ägde rum inom processrätten, i det att domstolsväsendet erhöll ökad stadga genom upprättandet av fast organiserade mellaninstanser, hovrätterna, och rättskipningen alltmer frigjordes från den formalism, som behärskade den äldre svenska rättegången.

## Landslagar under 1600- och 1700-talen
Önskvärdheten att erhålla en mera tidsenlig lagtext och att undanröja den motsats i rättsgrundsatser, som framträdde vid en jämförelse mellan äldre och nyare rättskällor, gav anledning till strävanden att åstadkomma en ny lagavfattning. Arbetet härpå upptogs av Karl IX, som med stöd av uttalanden från ständerna vid riksdagarna 1602 och 1604 för åvägabringandet av en lagrevision sammankallade en kommission, som likväl snart söndrade sig i två partier. Det ena av dessa, rådets, utarbetade under ledning av Ture Jakobsson Rosengren ett fullständigt förslag, som dock aldrig framlades för ständerna. Det andra, under Karl IX:s egen ledning, utarbetade endast några balkar, av vilka konungabalken och kyrkobalken framlades för ständerna, som dock avböjde deras behandling. Då kungen fann, att lagens revision mötte svårigheter, måste han nöja sig med att av trycket utge Kristofers landslag (1608), vilken tryckta upplaga stadfästes till allmän efterrättelse.
Sedan därpå under åren efter 1640 åtskilliga kommissioner utarbetat förslag till lagförbättringar delvis, tillsatte Karl XI 1686 med uppdrag att utarbeta en ny lagbok den lagkommission, vars förslag efter många omarbetningar slutligen antogs av riksdagen 1734 samt av kungen stadfästes att gälla från 1 september 1736. Den nya lagboken, Sveriges rikes lag av år 1734, ett för sin tid utmärkt lagverk, var utarbetad på grundval av landslag och stadslag jämte senare lagstiftning och rättspraxis under medvetet tillvaratagande av inhemska rättstraditioner, men med beaktande av de insatser, som främmande rätt, särskilt den tysk-romerska, gjort i svenskt rättsliv. Den sammanförde i en kodifikation lands- och stadsrätt, vilkas olikheter minskades, men inte upphävdes. Men i stället avskildes statsrätten från den allmänna lagen; den nya lagboken saknade nämligen i motsats till landslagen konungabalk.

## Arbete med nya lagar
Efter den nya rikslagens antagande rådde under ett par mansåldrar i lagstiftningsarbetet en vilotid. Därunder vann upplysningstidens idéer allt större välde över det allmänna tänkesättet. Bedömd efter deras krav på frihet för individen och hänsyn till hennes personliga välfärd, var den bestående rättsordningen, som i mycket underordnade den enskildes tillfälliga intressen under varaktigare allmänna, i flera huvuddrag otillfredsställande.
För att utarbeta en ny lagavfattning överensstämmande med den nya tidens åskådning tillsattes 1811 en lagkommitté, som, då den upplöstes efter en trettioårig verksamhetstid, efterlämnade lagförslag, vilka, ehuru förtjänstfulla, likväl ansågs behöva ytterligare omarbetning. Till att verkställa denna och, som man hoppades, slutföra arbetet på den nya lagboken tillsattes 1841 en lagberedning, vars tioåriga arbete på grund av de politiska förhållandena likväl ej ledde till målet. Misströstande om att kunna eftergöra gångna tiders rättsliga storverk, övergav man tanken att foga en ny lagbok till raden av den svenska rättens föregående kodifikationer och beslöt att uteslutande följa de partiella lagförbättringarnas väg.